# Blé 'Red Fife'
Le blé 'Red Fife', appelé aussi 'Scotch Fife' en Amérique du Nord, est un cultivar ancien de blé qui a été la référence dans les domaines de la minoterie et de la boulangerie au Canada de 1860 à 1900.
Son origine est inconnue.
Envoyé en 1840 à un agriculteur du nom de David Fife, résidant à Peterborough en Ontario, ce blé doit son nom à celui de cet agriculteur et à la couleur rouge de ses grains.
Les semences sont probablement venues d'un navire amarré dans le port de Glasgow. Il est possible que des agriculteurs mennonites aient cultivé ce blé dans le delta de la Vistule en Pologne et qu'ils l'aient expédié par le port de Dantzig.
Le blé 'Red Fife' est l'une des nombreuses variétés « patrimoniales » cultivées dans le monde par des amateurs intéressés par l'identification des variétés utilisées dans les produits alimentaires. Plusieurs  variétés modernes de blé dérivent de variétés anciennes apportées ou sélectionnées au Canada. Il n'existe pas de blé indigène au Canada, tous les cultivars de blé cultivés dans ce pays sont issus de variétés importées d'autres régions du monde.

## Histoire
L'origine du blé 'Red Fife' reste un mystère. Il pourrait être originaire du delta de la Vistule, territoire aujourd'hui situé en Pologne, ou, selon d'autres sources d'Ukraine, et aurait été expédié de Dantzig (actuellement Gdansk) à Glasgow, d'où un échantillon de semences aurait été envoyé à un agriculteur canadien, David Fife. Celui-ci a cultivé cette variété en Ontario à partir de 1842 et l'a partagée avec d'autres agriculteurs, en lui donnant le nom de 'Red Fife' en référence à la couleur typique de grains qu'il avait récoltés dans ses terres. Toutefois ces grains ne sont pas toujours de couleur rouge. Cette variété de blé s'est adaptée à une grande diversité de conditions de culture à travers le Canada et est devenue la norme de l'industrie de la boulangerie et de la minoterie pendant quarante ans, de la décennie 1860 au début du XXe siècle.
Une autre variété traditionnelle, le blé 'Marquis', est issue d'un croisement du blé 'Red Fife' avec une variété indienne, 'Hard Red Calcutta'. 'Marquis' a supplanté les cultivars 'Red Fife' à partir des années 1900 et 'Thatcher' dans les années 1930.
Pendant la majeure partie du vingtième siècle, le blé 'Red Fife' a été cultivé en très petites quantités dans les collections de semences des obtenteurs. L'intérêt pour la culture du blé patrimonial a commencé avec Sharon Rempel au milieu des années 1980, quand elle a créé un « Musée vivant du blé » dans un site d'histoire vivante à Keremeos (Colombie-Britannique, Canada). Elle a reçu une livre de semences de sélectionneurs des variétés 'Red Fife', 'Ladoga', 'Bishop', 'Preston', 'Hard Red Calcutta', 'Marquis' et 'Stanley', semences qu'elle a multipliées et partagées avec d'autres amateurs.
Jennifer Scott et des agriculteurs biologiques des Provinces maritimes ont commencé à cultiver des blés patrimoniaux au milieu des années 1990. En 1999,  Kerry Smith, agriculteur d'Onoway (Alberta), a commencé à cultiver le blé 'Red Fife' et d'autres variétés historiques. En 2000, 2001 et 2002, Walter Walchuk, de l'Alberta Organic Association, et Sharon Rempel, ont organisé des essais au champ de variétés traditionnelles de blé biologique dans l'ensemble de l'Alberta.
Le blé 'Red Fife' a été sélectionné pour l'Arche du goût Slow Food en 2003 par les chefs, Mara Jernigan et Sinclair Phillip, de Slow Food Canada. C'est la première variété traditionnelle de blé inscrite dans l'Arche du goût,.

## Description
Le blé 'Red Fife' est une variété traditionnelle (variété population) de sorte qu'on observe une certaine variabilité génétique d'année en année. Selon les critères d'identification des variétés de blé du Canada à l'aide de caractéristiques visuelles, le blé 'Red Fife' n'a que trois petites arêtes au sommet de l'épi.
La paille peut pousser jusqu'à une hauteur de 0,9 à 1,5 m, selon la fertilité du sol. Le blé 'Red Fife' a des grains de couleur rouge ou blanche. Sur la côte ouest du Canada, les grains sont de couleur plus blanche, en raison de l'interaction génétique avec des conditions environnementales plus tempérées. Le blé 'Red Fife' est cultivé comme blé de printemps dans les Prairies canadiennes et peut être cultivé à la fois comme blé de printemps et blé d'hiver sur les côtes tempérées Ouest et Est, ainsi qu'en Ontario.
'Red Fife' est une variété de blé considérée comme « patrimoniale » en Ontario . Elle est recherchée par les amateurs de produits biologiques. 

## Le blé 'Red Fife' dans les médias
Le musicien folk, Phil Vernon, a écrit une chanson intitulée Red Fife Wheat pour le premier festival pour le premier festival Bread and Wheat du Canada, qui s'est tenu à Victoria (Colombie britannique) en 2008.

## Produits contenant du blé 'Red Fife'
En juin 2010, la chaîne de supermarchés, Canadian Real Superstore, a mis en vente une miche Red Fife 1882, qui rendait hommage à une tradition familiale de boulangerie et aux années 1880, époque à laquelle Weston fabriquait ses pains avec du blé 'Red Fife'. C'était la première fois au Canada qu'on utilisait une variété de blé ancienne préservée dans un produit alimentaire. Holly et Ray Peterson, agriculteurs biologiques de Tompkins (Saskatchewan), cultivent le blé 'Red Fife' utilisé pour la fabrication du pain de Weston. Ce pain n'est cependant plus vendu dans les magasins. C'est Gretchen Bauta, membre de la famille Weston, qui soutient les essais de Sharon Rempel sur le blé patrimonial au Canada, depuis 1998 jusqu'au milieu des années 2000, qui a encouragé l'utilisation du blé 'Red Fife' par la famille (information confirmée par Sharon Rempel).
À l'heure actuelle, la boulangerie Silver Hills à Abbotsford en Colombie-Britannique l'utilise dans son pain « Spouted Organic Ancient Grains, Big Red's Bread ».
La brasserie Gananoque Brewing Company, située à Gananoque (Ontario) a produit la première bière Red Fife en 2012.